# Рамазанов Мурад Сергійович
Мурад Рамазанов (рос. Мура́д Серге́евич Рамаза́нов; нар. 10 березня 1979, Махачкала, СРСР) — російський футболіст, півзахисник. Більшу частину кар'єри провів в ФК «Анжі».

## Клубна кар'єра
Більшу частину своєї кар'єри Мурад Рамазанов провів у команді зі свого рідного міста, ФК «Анжі». 2004 року переїхав до України та підписав контракт з вищоліговим «Кривбасом». 1 березня 2005 року дебютував у футболці криворізького клубу у програному (0:2) виїзному поєдинку 16-го туру вищої ліги чемпіонату України проти київського «Динамо». Мурад вийшов на поле у стартовому складі та відіграв увесь матч. Протягом свого перебування у «Кривбасі» зіграв 14 матчів у чемпіонаті України та 4 поєдинки у кубку України. У липні 2008 року Рамазанов підписав піврічний контракт з брянським «Динамо». У 2009 році на правах вільного агента перейшов до ФК «Махачкали» з аматорського чемпіонату Росії. На початку 2010 року перейшов до «Даугави», проте вже під час літнього трансферного вікна підписав контракт з «Ротором».

## Кар'єра в збірній
З 2000 року Рамазанов грав за молодіжну збірну Росії. 1 вересня 2000 року в матчі проти молодіжної збірної Швейцарії Рамазанов відзначився голом на 27-ій хвилині. На 71-ій хвилині Рамазанов був замінений через травму, а матч завершивився з рахунком 3:1 на користь швейцарців.

## Досягнення
- Перший дивізіон чемпіонату Росії
  -  Чемпіон (2): 1999, 2007

- Кубок Росії
  -  Фіналіст (1): 2000/01